# Харман (Брашов)
Харман (рум. Hărman) насеље је у Румунији у округу Брашов у општини Харман. Oпштина се налази на надморској висини од 522 m.

## Историја
Насеље се јавља први пут у историјским документима 1213. године.
Према државном шематизму православног клира Угарске 1846. године у месту "Хермани" је живело 140 породица. Православни парох био је тада поп Јован Поповић.

## Становништво
Према подацима из 2002. године у насељу је живело 4425 становника.

### Попис2002.
| Расподела становништва по националности 2002.‍ | Расподела становништва по националности 2002.‍ | Расподела становништва по националности 2002.‍ | Расподела становништва по националности 2002.‍ | Расподела становништва по националности 2002.‍ |
| --------------------------------------------- | --------------------------------------------- | --------------------------------------------- | --------------------------------------------- | --------------------------------------------- |
|                                               |                                               |                                               |                                               |                                               |
| Румуни                                        | Румуни                                        |                                               | 3.955                                         | 89,4%                                         |
| Мађари                                        | Мађари                                        |                                               | 113                                           | 2,6%                                          |
| Роми                                          | Роми                                          |                                               | 249                                           | 5,6%                                          |
| Немци                                         | Немци                                         |                                               | 105                                           | 2,4%                                          |

### Хронологија
| Година       | 1992 | 1993 | 1994 | 1995 | 1996 | 1997 | 1998 | 1999 | 2000 | 2001 | 2002 | 2003 | 2004 | 2005 | 2006 | 2007 | 2008 | 2009 | 2010 | 2011 | 2012 | 2013 | 2014 | 2015 | 2016 | 2017 |
| ------------ | ---- | ---- | ---- | ---- | ---- | ---- | ---- | ---- | ---- | ---- | ---- | ---- | ---- | ---- | ---- | ---- | ---- | ---- | ---- | ---- | ---- | ---- | ---- | ---- | ---- | ---- |
| Становништво | 3830 | 3788 | 3783 | 3813 | 3955 | 3962 | 3954 | 3995 | 4062 | 4132 | 4176 | 4251 | 4408 | 4519 | 4640 | 4812 | 4957 | 5100 | 5301 | 5562 | 5668 | 5770 | 5939 | 6120 | 6306 | 6445 |